# جودت بیک و پسران
جودت بیک و پسران رمانی از اورهان پاموک، برنده جایزه نوبل ادبیات می‌باشد.

## دربارهٔ رمان
این رمان بیانگر داستان سه نسل از خانواده‌ای ساکن یکی از محله‌های اعیان‌نشین استانبول است: بخش اول در اواخر سال‌های امپراطوری عثمانی و دوره مشروطیت دوم سپری می‌شود. در این بخش نویسنده سعی می‌کنند خواننده را با گوشه‌های تاریک آن آشنا کند و گذر از سنت به مدرنیته و نوگرایی را در چشم خواننده آشکارنماید. بخش دوم که می‌توان گفت بخش اصلی رمان است در دهه ۱۹۳۰ اتفاق می‌افتد. در بخش سوم کتاب با نسل سوم این خانواده آشنا می‌شویم که مربوط به سال‌های ۱۹۷۰ می‌باشد، یعنی قبل از کودتای نظامی که در آن سال اتفاق افتاد. نویسنده در این کتاب توانایی‌اش در خلق رمان کلاسیک را نشان می‌دهد.